# ماتریس هسین
در ریاضیات، ماتریس هسین (به انگلیسی: Hessian Matrix) یا هسین، ماتریسی مربعی از مشتقات جزئی مرتبه دوم یک تابع اسکالر-مقدار است (به تابع اسکالر-مقدار، میدان بردای نیز می گویند). این ماتریس، خمیدگی موضعی یک تابع چند متغیره را توصیف می کند. ماتریس هسین در قرن نوزدهم توسط ریاضیدان آلمانی لودویگ اتو هسه توسعه یافت که بعد اسم او را بر این ماتریس نهادند. هسه، خود اولین بار از عبارت «دترمینان‌های تابعی» برای توصیف این اشیاء استفاده کرد.

## تعاریف و خواص
فرض کنید {\displaystyle f\colon \mathbb {R} ^{n}\rightarrow \mathbb {R} } تابعی باشد که ورودی آن بردارهای {\displaystyle \mathbf {x} \in \mathbb {R} ^{n}} و خروجی آن {\displaystyle f(x)\in \mathbb {R} } باشد. اگر تمام مشتقات جزئی مرتبه دوم {\displaystyle f} وجود داشته و روی دامنه تابع پیوسته باشد، آنگاه ماتریس هسین {\displaystyle \mathbf {H} } از {\displaystyle f}، ماتریس مربعی {\displaystyle n\times n} است که اغلب آن را به صورت زیر نمایش می دهند:
{\displaystyle \mathbf {H} f={\begin{bmatrix}{\dfrac {\partial ^{2}f}{\partial x_{1}^{2}}}&{\dfrac {\partial ^{2}f}{\partial x_{1}\,\partial x_{2}}}&\cdots &{\dfrac {\partial ^{2}f}{\partial x_{1}\,\partial x_{n}}}\\[2.2ex]{\dfrac {\partial ^{2}f}{\partial x_{2}\,\partial x_{1}}}&{\dfrac {\partial ^{2}f}{\partial x_{2}^{2}}}&\cdots &{\dfrac {\partial ^{2}f}{\partial x_{2}\,\partial x_{n}}}\\[2.2ex]\vdots &\vdots &\ddots &\vdots \\[2.2ex]{\dfrac {\partial ^{2}f}{\partial x_{n}\,\partial x_{1}}}&{\dfrac {\partial ^{2}f}{\partial x_{n}\,\partial x_{2}}}&\cdots &{\dfrac {\partial ^{2}f}{\partial x_{n}^{2}}}\end{bmatrix}},}
یا می توان این ماتریس را به صورت معادله ای بر حسب اندیس های i و j به این صورت بیان کرد:
{\displaystyle (\mathbf {H} f)_{i,j}={\frac {\partial ^{2}f}{\partial x_{i}\,\partial x_{j}}}.}
ماتریس هسین یک ماتریس متقارن است، از آنجا که طبق فرض مشتقات مرتبه دوم تابع مورد نظر پیوسته اند، نتیجه می شود که ترتیب دیفرانسیل گیری اهمیتی نخواهد داشت (قضیه شوارتز).
دترمینان ماتریس هسین را دترمینان هسین می نامند.
ماتریس هسین یک تابع چون {\displaystyle f} را به صورت ماتریس ژاکوبی گرادیان تابع {\displaystyle f} هم می توان نوشت: H(f(x)) = J(∇f(x))